# 劉嶽 (成化進士)
劉嶽（1442年—？），字仰止，江西饒州府安仁縣人，民籍，明朝政治人物。進士出身。

## 生平
早年出身國子生，江西鄉試第八十七名。成化十四年（1478年）戊戌科會試第三百名，殿試登進士第三甲第九十五名。授金華府推官，升瓊州府同知。

## 家族
曾祖父劉明遵。祖父劉志常。父亲劉通溥，曾任教授。母倪氏。具慶下。兄崧。娶夏氏。